# Élections législatives philippines de 2025
Les élections législatives philippines de 2025 ont lieu le 12 mai 2025 afin de renouveler l'intégralité de la chambre des représentants des Philippines. Des élections sénatoriales sont organisées simultanément.
Le Lakas-CMD, principal parti de soutien au président Ferdinand Marcos Jr., arrive très largement en tête du scrutin majoritaire avec 103 sièges. Le parti Akbayan arrive lui en tête du scrutin proportionnel avec 2,7 millions de voix et remporte le maximum de trois sièges autorisés par la loi électorale.

## Système électoral

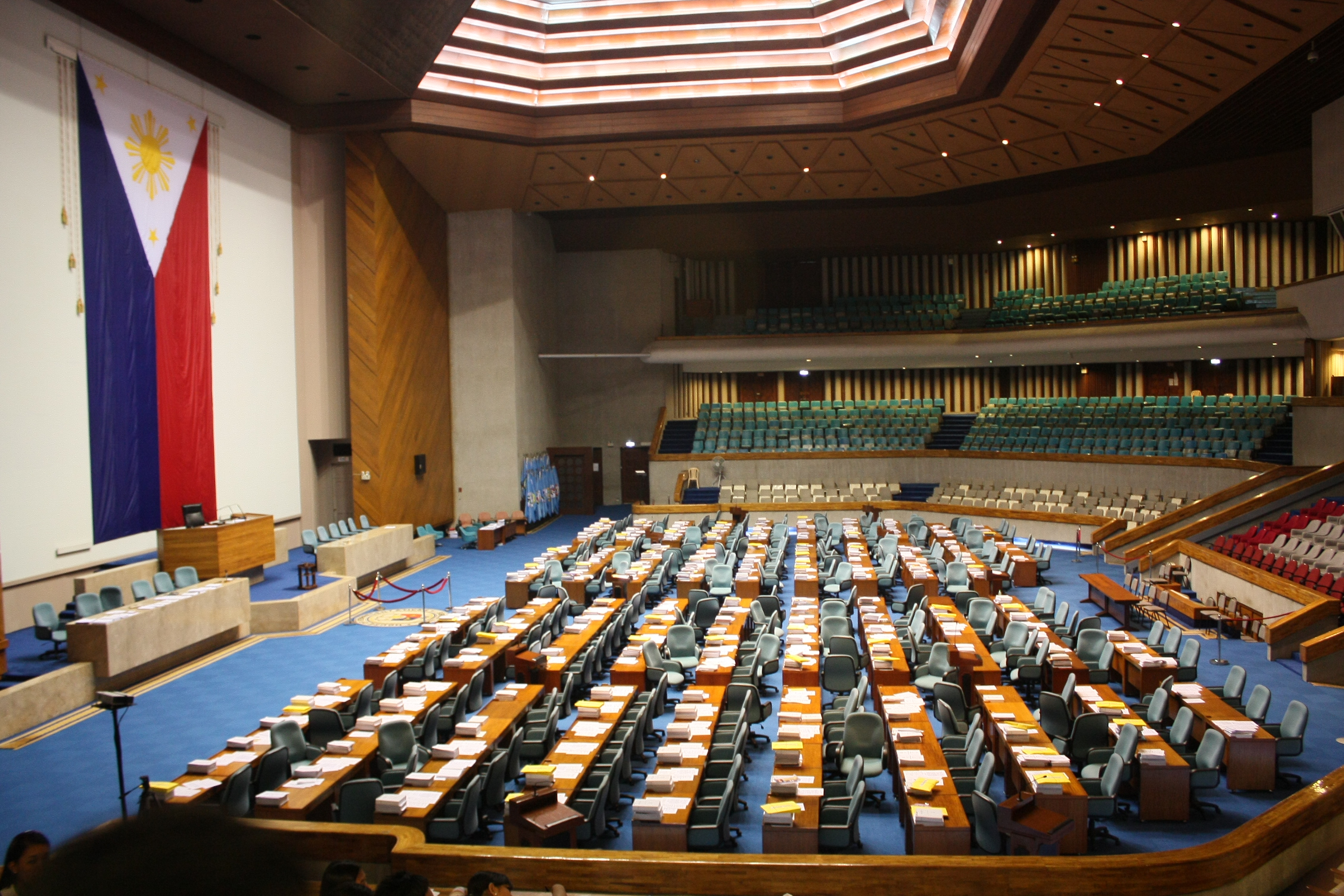
Intérieur de la Chambre à Quezon City.

Les Philippines sont dotées d'un parlement bicaméral, le Congrès dont la Chambre des représentants est la chambre basse. Elle se compose en 2025 de 317 députés élus pour un mandat de trois ans selon un mode de scrutin parallèle.
Sont ainsi à pourvoir 254 sièges au scrutin uninominal majoritaire à un tour dans autant de circonscriptions électorales, auxquels se rajoutent 63 sièges pourvus au scrutin proportionnel plurinominal de liste dans une unique circonscription nationale,. 
Les électeurs votent sur deux bulletins de vote séparés. Dans les circonscriptions uninominales, le candidat ayant remporté le plus de suffrages l'emporte, tandis que les sièges à la proportionnelle sont répartis aux différents partis en lice en fonction de leur part des secondes voix au niveau national. Le système proportionnel philippin possède cependant la particularité d'appliquer un seuil électoral de 2 % n'excluant pas totalement les partis échouant à l'atteindre, tout en limitant à trois maximum le nombre de sièges pouvant être obtenus par un seul parti. Les partis recueillant le plus de suffrages obtiennent ainsi jusqu'à trois sièges, et les suivants un ou deux. Lorsque tous les partis ayant franchi le seuil de 2 % se sont vus attribués des sièges, les sièges restants sur les 63 à pourvoir sont attribués aux partis arrivés en dessous du seuil par ordre décroissant des suffrages, à raison d'un siège par parti.
Enfin, contrairement à la plupart des systèmes électoraux parallèles, celui philippin interdit aux partis de présenter à la fois des candidats au scrutin majoritaire et au scrutin proportionnel, sauf rares exceptions accordées par la commission électorale. La part la plus importante de la Chambre étant pourvue au scrutin majoritaire, les principaux partis ne concourent qu'à celui-ci, et forgent parfois des alliances avec les partis se présentant à la proportionnelle,.
La taille de la Chambre est variable, la commission électorale créant ou fusionnant des circonscriptions au scrutin majoritaire en fonction de l'évolution de la population. La loi électorale fixant le ratio de sièges à la proportionnelle à un pour quatre sièges majoritaires, le nombre de députés évolue constamment d'un scrutin à l'autre. Les législatives de 2025 voient ainsi mis en jeu 317 sièges dont 254 au scrutin majoritaire et 63 à la proportionnelle, contre respectivement 316, 253 et 63 sièges en 2022.
Le système politique philippin est par ailleurs particulièrement instable, les partis politiques se créant le plus souvent autour d'une figure politique plus que d'une idéologie, ce qui amène fréquemment à un nombre important de députés transfuges changeant d'étiquette politique en cours de mandat,.

## Résultats
|                          |                                                              |                                  |                                  |                                  |        |               |
| Parti                    | Parti                                                        | Voix                             | %                                | +/-                              | Sièges | +/-           |
|                          | Lakas-CMD (Lakas)                                            | 16 596 698                       | 32,87                            | 23,65                            | 103    | 77            |
|                          | Parti de l'unité nationale (NUP)                             | 6 080 987                        | 12,05                            | 0,61                             | 31     | 2             |
|                          | Coalition du peuple nationaliste (NPC)                       | 5 974 201                        | 11,83                            | 0,11                             | 31     | 4             |
|                          | Parti fédéral des Philippines (PFP)                          | 5 286 538                        | 10,47                            | 9,52                             | 27     | 25            |
|                          | Parti nationaliste (NP)                                      | 4 724 803                        | 9,36                             | 4,39                             | 22     | 14            |
|                          | Parti libéral (LP)                                           | 1 555 941                        | 3,08                             | 0,71                             | 6      | 4             |
|                          | Aksyon Demokratiko (Aksyon)                                  | 1 341 540                        | 2,66                             | 0,85                             | 3      | 3             |
|                          | Parti démocrate philippin (PDP)                              | 666 067                          | 1,32                             | 21,45                            | 2      | 64            |
|                          | Hugpong sa Tawong Lungsod (Hugpong)                          | 542 710                          | 1,07                             | 0,92                             | 3      | 3             |
|                          | Laban ng Demokratikong Pilipino (LDP)                        | 314 981                          | 0,62                             | 0,16                             | 2      | 1             |
|                          | Parti de la réforme populaire (PRP)                          | 292 665                          | 0,58                             | 1,38                             | 1      | 2             |
|                          | Pwersa ng Masang Pilipino (PMP)                              | 269 949                          | 0,53                             | 0,51                             | 2      | 2             |
|                          | Parti uni pour la justice au Bangsamoro (UBJP)               | 236 857                          | 0,47                             | 0,14                             | 0      | en stagnation |
|                          | Unang Sigaw                                                  | 183 912                          | 0,36                             | 0,29                             | 0      | en stagnation |
|                          | Parti uni des citoyens de Makati (MKTZNU)                    | 150 189                          | 0,30                             | Nv                               | 2      | 2             |
|                          | Sama Sama Tarlac                                             | 143 868                          | 0,28                             | Nv                               | 0      | en stagnation |
|                          | Alliance nationaliste unie (UNA)                             | 142 655                          | 0,28                             | 0,14                             | 1      | en stagnation |
|                          | Katipunan ng Nagkakaisang Pilipino (KANP)                    | 134 137                          | 0,27                             | 0,26                             | 0      | en stagnation |
|                          | Parti de l'unité nationale/Alliance unie du Negros (NUP/UNA) | 130 023                          | 0,26                             | 0,27                             | 1      | 1             |
|                          | Parti démocrate centriste des Philippines (CDP)              | 127 646                          | 0,25                             | 0,02                             | 1      | en stagnation |
|                          | Partido Navoteño                                             | 116 622                          | 0,23                             | 0,06                             | 1      | en stagnation |
|                          | One Capiz                                                    | 109 249                          | 0,22                             | Nv                               | 0      | en stagnation |
|                          | Reform PH Party                                              | 107 966                          | 0,21                             | Nv                               | 0      | en stagnation |
|                          | Lakas-CMD/One Cebu (Lakas/1-CEBU)                            | 104 768                          | 0,21                             | Nv                               | 1      | 1             |
|                          | Adelante Zamboanga Party (AZaP)                              | 100 035                          | 0,20                             | 0,05                             | 1      | en stagnation |
|                          | Padajon Surigao Party (PSP)                                  | 99 856                           | 0,20                             | Nv                               | 0      | en stagnation |
|                          | Galing at Serbisyo para sa Mindoreño (GSMAC)                 | 91 073                           | 0,18                             | Nv                               | 0      | en stagnation |
|                          | Philippine Alliance of Human Rights Advocates (PAHRA)        | 87 183                           | 0,17                             | Nv                               | 0      | en stagnation |
|                          | Coalition du peuple nationaliste/One Cebu (NPC/1-CEBU)       | 74 936                           | 0.15                             | Nv                               | 1      | 1             |
|                          | Asenso Manileño                                              | 70 780                           | 0,14                             | Nv                               | 1      | 1             |
|                          | Parti politique national Akay (AKAY)                         | 68 524                           | 0,14                             | Nv                               | 0      | en stagnation |
|                          | Parti des travailleurs et des paysans (WPP)                  | 50 618                           | 0,10                             | en stagnation                    | 0      | en stagnation |
|                          | Kusog Bicolandia (KBP)                                       | 33 789                           | 0,07                             | Nv                               | 0      | en stagnation |
|                          | Partido Lakas ng Masa (PLM)                                  | 28 746                           | 0,06                             | 0,05                             | 0      | en stagnation |
|                          | Asenso Abrenio                                               | 23 308                           | 0,05                             | Nv                               | 0      | en stagnation |
|                          | Makabayan                                                    | 22 698                           | 0,04                             | Nv                               | 0      | en stagnation |
|                          | Parti social-démocrate des Philippines (PDSP)                | 14 343                           | 0,03                             | 0,13                             | 0      | en stagnation |
|                          | Parti pour des réformes démocratiques (PDR)                  | 12 672                           | 0,03                             | 0,96                             | 0      | en stagnation |
|                          | Indépendants                                                 | 4 371 611                        | 8,66                             | 4,22                             | 11     | 5             |
|                          | Sièges élus à la proportionnelle                             | Sièges élus à la proportionnelle | Sièges élus à la proportionnelle | Sièges élus à la proportionnelle | 63     | en stagnation |
|                          |                                                              |                                  |                                  |                                  |        |               |
| Votes valides            | Votes valides                                                | 50 485 144                       | 88,46                            |                                  |        |               |
| Votes blancs et nuls     | Votes blancs et nuls                                         | 6 585 150                        | 11,54                            |                                  |        |               |
| Total                    | Total                                                        | 57 070 294                       | 100                              | –                                | 317    | 1             |
| Abstentions              | Abstentions                                                  | 11 361 671                       | 16,60                            |                                  |        |               |
| Inscrits / participation | Inscrits / participation                                     | 68 431 965                       | 83,40                            |                                  |        |               |

## Analyse
Les élections sont marquées par un taux de participation record de 82,2 %, mais aussi par de nombreuses irrégularités. La mission d’observation électorale de l’Union européenne releve ainsi des « niveaux inacceptables de violence » et des « indications crédibles » d’achat de votes par le biais d’argent liquide, de biens et d’aides sociales partisanes.